# Метаморфоси Сотирос (дем Драма)
Метаморфоси Сотирос (на гръцки: Μεταμόρφωση Σωτήρος) е село в Република Гърция, разположено на територията на дем Драма в област Източна Македония и Тракия.

## География
Селото е разположено на 110 m надморска височина, на 4 km западно от Драма край главния път Драма-Сяр западно от квартала Неа Кромни и манастира „Преображение Господне“, чието име носи. На практика е квартал на Драма.

## История
Селото е основано от жители на Височен през 70-те години на XX век.
| Година    | 1913 | 1920 | 1928 | 1940 | 1951 | 1961 | 1971 | 1981 | 1991 | 2001 | 2011 | 2021 |
| --------- | ---- | ---- | ---- | ---- | ---- | ---- | ---- | ---- | ---- | ---- | ---- | ---- |
| Население |      |      |      |      |      |      | 4    | 94   | 137  | 176  | 181  | 126  |